# واسیل تارلف
واسیل تارلف (بلغاری: Васил Петров Тарлев؛ زادهٔ ۶ اکتبر ۱۹۶۳) یک سیاست‌مدار اهل مولداوی است.وی از آوریل ۲۰۰۱ تا مارس ۲۰۰۸ نخست‌وزیر این کشور بود.